# Leto (film)
Leto (Russisch: Лето; Engelse titel: Summer) is een Russische biografische film uit 2018, geregisseerd door Kirill Serebrennikov.

## Verhaal
De underground rockscene in Leningrad in de zomer van 1981. De negentienjarige Viktor Tsoi maakt kennis met de zesentwintigjarige Mike Naoumenko en diens echtgenote Natalia en er ontstaat een driehoeksliefdesverhouding. Tsoi richt een rockband op onder de naam Garin i giperboloidy in Leningrad en begint met de opnamen van hun eerste album 45. Een jaar later werd de naam van de band veranderd in Kino.

## Rolverdeling
| Acteur             | Personage         |
| ------------------ | ----------------- |
| Teo lo             | Viktor Tsoi       |
| Roman Bilyk        | Mike Naoumenko    |
| Irina Starshenbaum | Natalia Naoumenko |

## Productie
De filmopnamen gingen begin juli 2017 van start in Sint-Petersburg en duurden tot einde augustus 2017. 

### Release
Leto ging op 9 mei 2018 in première in de competitie van het filmfestival van Cannes.